# Лоури, Гленн
Гленн Лоури (англ. Glenn Cartman Loury; род. 3 сентября 1948, Чикаго, Иллинойс) — американский экономист, специалист в области прикладной экономической теории. Социальный критик и публичный интеллектуал.
Доктор философии (1976), именной профессор Брауновского университета, член Американского философского общества (2011). Отмечен Американской книжной премией (1996), Christianity Today Book Award (1996) и John von Neumann Award (2005).

## Биография
Вырос в южной части Чикаго. В подростковом возрасте был арестован за угон машины. Рано женился - в связи с беременностью девушки. Работал в типографии.
Окончил Северо-Западный университет (бакалавр математики).
Степень доктора философии по экономике получил в Массачусетском технологическом институте в 1976 году. Ныне именной профессор (Merton P. Stoltz Professor) экономики Брауновского университета. Прежде преподавал в Гарварде (где, заинтересовавшись социальными науками, в 1980-х перевелся с кафедры экономики в Гарвардскую школу Кеннеди), Северо-Западном и Мичиганском университетах.
Старший фелло Manhattan Institute for Policy Research, член Совета по международным отношениям. В 1980-х он стал консерватором и взаимодействовал с Джеймсом К. Уилсоном, Робертом Вудсоном, Ирвингом Кристолом; приглашался в Белый дом, постоянно получал предложения о работе из лучших университетов.
Член Американской академии искусств и наук (2000), заслуженный фелло Американской экономической ассоциации (2016; её вице-президент в 1997 году), фелло Эконометрического общества.
Книги
- One by One, From the Inside Out: Essays and Reviews on Race and Responsibility in America, 1995
- The Anatomy of Racial Inequality, 2002
- Race, Incarceration and American Values: The Tanner Lectures, 2008
- Late Admissions: Confessions of a Black Conservative {Рец. Mark Judge (writer)[англ.]}